# 乔治·亚历山大
乔治·亚历山大（英語：George Alexander，1886年—1929年11月14日），生于大曼彻斯特，英国男子棍网球运动员。他曾代表英国参加1908年夏季奥林匹克运动会棍网球比赛，获得一枚银牌。